# Campo di concentramento di Vittel
Il campo di concentramento di Vittel fu un campo di detenzione nella città termale di Vittel, nel dipartimento dei Vosgi, fu operativo dal 1941 fino alla liberazione avvenuta nel settembre 1944. Inizialmente progettato per i civili britannici, servì anche come campo di transito per gli ebrei.

## Il campo

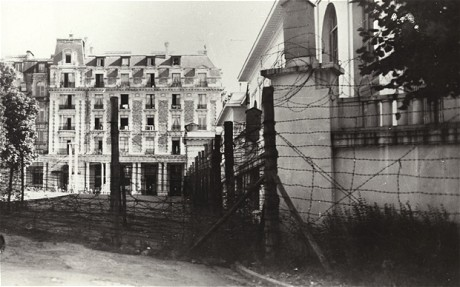
Il Grand Hôtel circondato dalle recinzioni

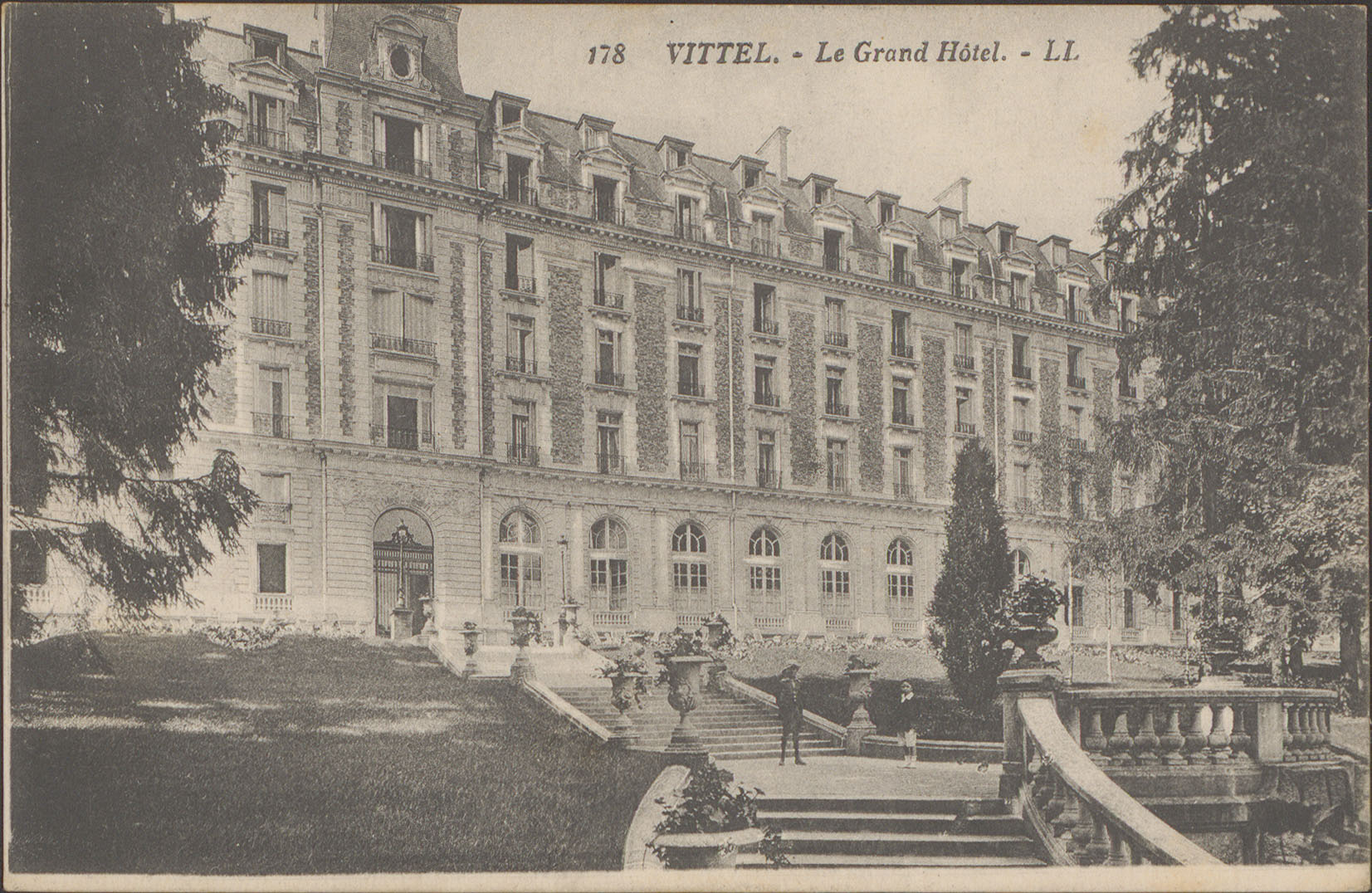
Cartolina del Grand Hôtel tra il 1880 e il 1945.

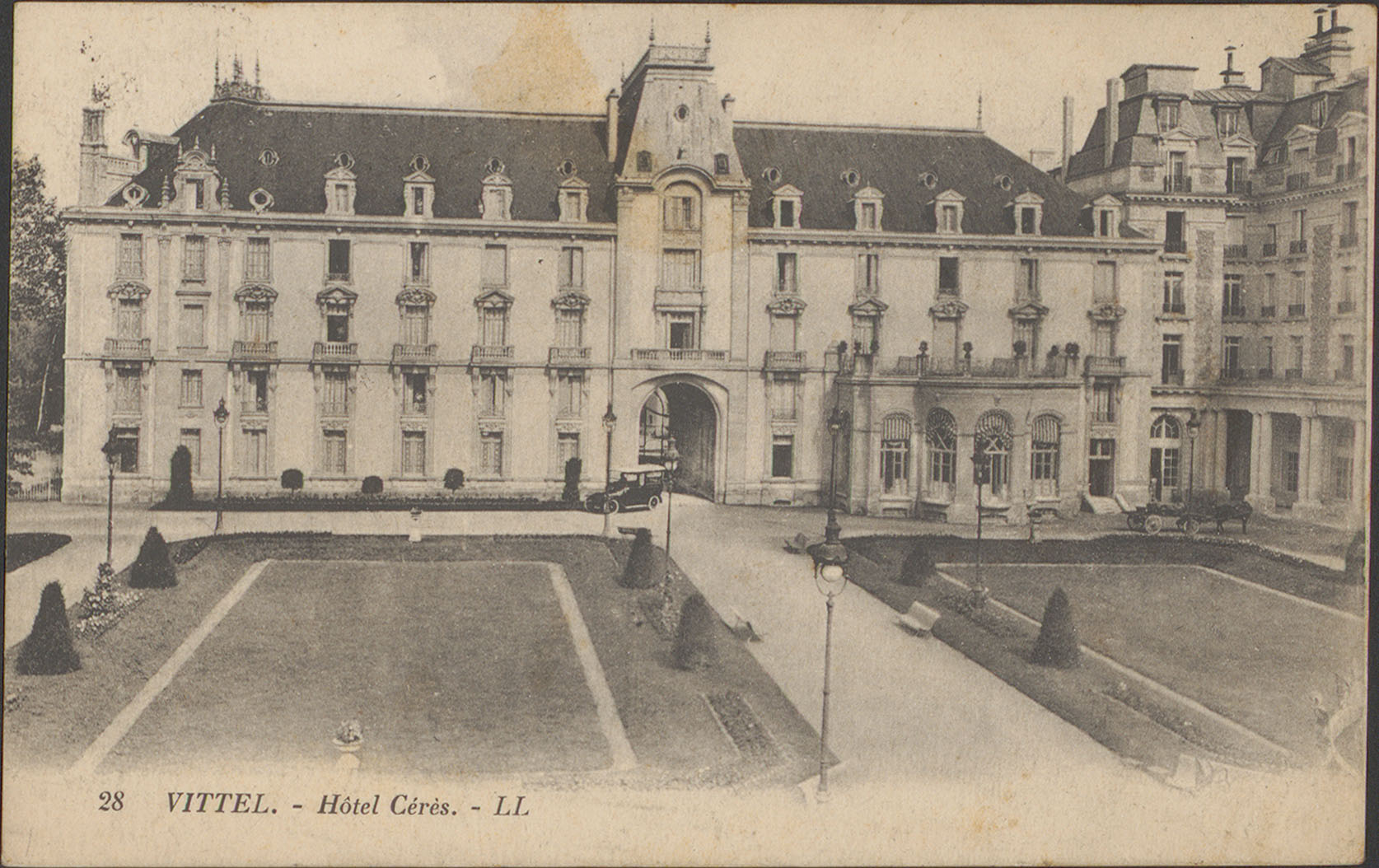
Cartolina dell'Hôtel Cérès tra il 1880 e il 1945.

Il campo di Vittel fu istituito dai tedeschi nel maggio 1941 per contenere i cittadini britannici che inizialmente avrebbero dovuto fungere da scambio con i tedeschi detenuti dagli inglesi. Questo campo di detenzione, diverso da qualsiasi altro tipo di campo nazista, fu realizzato recintando gli alberghi del complesso termale con tre file di filo spinato intorno al parco: il Grand-Hôtel, l'Hôtel Cérès, l'Hôtel Continental, l'Hôtel des Sources e il Vittel-Palace, quest'ultimo poi trasformato in ospedale. Le strutture, alcune anche di lusso, furono dotate di alloggi con ascensori e acqua calda, disposero di cibo a sufficienza, della possibilità di ricevere la posta e i pacchi della Croce Rossa, divenendo una vera e propria vetrina per la propaganda nazista. Intorno al parco fu realizzata una passerella per le pattuglie tedesche di guardia, con l'ingresso sulla avenue Bouloumié, dietro un cancello sorvegliato da un distaccamento di soldati tedeschi, vicino alla Villa Sainte-Marie.
In seguito ai cittadini britannici arrivarono nel campo centinaia di ebrei polacchi in possesso di passaporti acquistati in Svizzera, con la speranza di riuscire a emigrare nel Sud America: la maggior parte di loro sarà invece deportata e morirà ad Auschwitz.
I detenuti francesi, britannici, canadesi e americani furono ospitati in 6 hotel: l'Hôtel des Thermes, l'Hôtel Central, l'Hôtel des Sources, l'Hôtel Continental, l'Hôtel Cérès e il Grand-Hôtel. I detenuti ebrei occuparono i quattro hotel situati ai margini del campo: l'hôtel de la Providence, il Nouvel Hôtel, lo Splendid Hôtel (attualmente è il centro ospedaliero di Vittel) e l'hôtel Beau Site.
L'ospedale, che fu usato anche come reparto di maternità, fu trasferito all'Hotel Palace, dove poi si concentrarono tutte le risorse mediche.

### Amministrazione del campo
Il campo di internamento di Vittel fa parte di un insieme di Stalag posti sotto l'autorità del comando tedesco della cosiddetta zone interdite, una vasta area situata nel nord e nell'est della Francia, comprendente gli altri campi di Châlons-sur-Marne, Le Donon, Nancy, Vesoul e del Lussemburgo.
Il comandante del campo fu il capitano Otto Landhauser, ufficiale di artiglieria di origine austriaca. Fu assistito dal capitano Steffahn, soprannominato "pelle di mucca" (peau de vache), e dal sottufficiale Erwin Serve.
Le guardie del campo furono i soldati ritirati dal combattimento per la loro poca esperienza o a causa delle ferite.

### I prigionieri ebrei
Il 23 gennaio 1943, arrivano 198 ebrei polacchi di Varsavia; il 22 maggio 1943, arrivano altri 61 ebrei, per lo più da Lodz, combattenti e sopravvissuti ai ghetti.

## Proprietà degli hotel
La maggior parte degli hotel appartenne direttamente o indirettamente alla Société Générale des Eaux Minerales de Vittel (SGEMV), fondatrice del centro termale creato da Louis Bouloumié. L'amministratore delegato fu Jean Bouloumié, in precedenza anche sindaco di Vittel dal 1919 e sua sorella Germaine Bouloumié fece parte nel consiglio di amministrazione dell'azienda. 
Gli alberghi furono di fatto requisiti dai tedeschi, che però pagarono alla SGEMV un canone mensile.

## Croce Rossa
Il campo beneficiò dell'aiuto fornito dalla Croce Rossa francese e dal suo comitato locale guidato da Germaine Bouloumié.
Germaine Bouloumié fu anche una delle due delegate della Croce Rossa nominate nel luglio 1941 che oltre gli aiuti si occupò anche dei rapporti tra gli internati e le autorità tedesche e francesi.
Nel mese di ottobre 1941, in una relazione riportò:

## Cronologia degli eventi
- Fine 1939: l'esercito francese trasformò gli alberghi di Vittel in ospedali da campo.
- Giugno 1940: gli ospedali furono raggruppati in un unico complesso dal nome "Hôpital Complémentaire Continental" (HCC).[5]
- Agosto 1940: i tedeschi si impossessarono del complesso e fu trasformato in "ospedale per prigionieri di guerra".[5] I soldati bianchi francesi verranno progressivamente inviati in Germania mentre nel frattempo verranno internati i soldati autoctoni delle colonie e antillani,[5] etnie che i nazisti non vollero presenti sul territorio del Reich.
- 1º maggio 1941: apertura del campo di internamento per i civili britannici e canadesi. Duemila persone tra uomini, donne e bambini arrivarono dal campo di Besançon dove furono internati dal dicembre 1940 in condizioni di vita difficili. Furono alloggiati nel Grand-Hôtel, nell'Hôtel Cérès e nell'Hôtel Continental.
- Primavera 1942: inizio del ricongiungimento familiare, arrivo degli uomini britannici internati a Saint-Denis e Compiègne. L'Hôtel des Sources fu aggiunto al Camp de Royallieu a Compiègne.
- Settembre 1942: ampliamento del campo oltre il filo spinato, verso la città con l'Hotel Central, un'enclave circondata dal filo spinato e collegata al resto del parco con un ponte di legno vicino al cancello d'ingresso, accanto al posto di guardia (Villa Sainte-Marie).
- Ottobre 1942: arrivo di 300 americane all'Hôtel Central.
- 23 gennaio 1943: arrivo del primo convoglio da Varsavia con circa duecento ebrei tra donne e bambini in possesso di documenti americani, di cui 15 non ebrei. Furono internati con gli altri americani nell'Hôtel Central.
- 28 gennaio 1943: arrivo dal campo di Drancy di 16 ebrei.
- Marzo 1943: arrivo degli internati nordamericani dal campo di Gleiwitz (un sottocampo di Auschwitz) per il ricongiungimento familiare. Apertura dell'albergo Nouvel-Hôtel per le famiglie polacche in attesa dell'arrivo degli uomini da un campo bavarese. L'espansione del campo continua con l'aggiunta di nuovi hotel tra cui l'Hotel Providence per ebrei polacchi, olandesi e belgi, e titolari di documenti sudamericani.
- Marzo 1943 circa: arrivo di un gruppo di donne ebree con bambini, rapidamente riportate al campo di Bergen-Belsen e poi destinate ad Auschwitz.
- Maggio 1943: arrivo del secondo convoglio da Varsavia, 60 ebrei tra cui il poeta Itzhak Katzenelson, tutti muniti di documenti latinoamericani, furono internati all'Hotel Providence e poi isolati con il filo spinato dal resto del campo.
- 23 novembre 1943: arrivo dal campo di Compiègne di donne americane e britanniche di origine ebraica.
- 28 febbraio 1944: 170 ebrei polacchi furono trasferiti dall'Hotel Providence all'Hotel Beau-Site, lontano e isolato dal campo.
- 22 marzo 1944: trasferimento degli ebrei palestinesi da Drancy a Vittel.
- 18 aprile 1944: deportazione di circa 170 ebrei dalla Polonia a Drancy, tutti con documenti latinoamericani. Il 29 aprile 1944 furono deportati ad Auschwitz con il convoglio n° 72 e furono tutti sterminati al loro arrivo.
- Inizio maggio 1944: arrivo degli ebrei trasferiti da Drancy, testimoniarono la deportazione degli ebrei giunti da Vittel.
- 16 maggio 1944: seconda deportazione di 60 ebrei dalla Polonia verso Drancy, poi deportati ad Auschwitz nel convoglio n° 75 del 30 maggio 1944, arrivarono ad Auschwitz il 2 giugno. Tutti gli internati di Vittel furono sterminati all'arrivo.
- 29 giugno 1944: scambio di 60 "palestinesi" di Vittel (donne e bambini), raggiunsero Vienna in treno dove furono aggregati con altri 222 palestinesi, donne e bambini, di Bergen-Belsen; furono scambiati a Istanbul e proseguirono in treno attraverso la Siria fino ad Haifa, dove arrivano il 10 luglio.
- 10 luglio 1944: scambio di 600 britannici con tedeschi attraverso la Spagna e il Portogallo.
- 24 luglio 1944: altro scambio di 400 inglesi con tedeschi, via Spagna e Portogallo.
- 2 settembre 1944: fuga del comandante Otto Landhaüser e dei suoi uomini dal campo.
- Settembre 1944: arrivo della 2ª Divisione corazzata e liberazione del campo di Vittel.[12][13]

## Detenuti noti
- Mary Berg, pseudonimo di Miriam Wattenberg. Nel gennaio 1943 la famiglia Wattenberg fu portata nel campo di internamento di Vittel, dove venne a conoscenza della rivolta del ghetto di Varsavia, evento che riportò nel suo diario. Il 1º marzo 1944 la famiglia Wattenberg lasciò il campo.
- Sylvia Beach,[14] nel 1943 fu internata come cittadina statunitense con altri connazionali a Vittel. Fu liberata su intervento di Jacques Benoist-Méchin, membro del governo di Vichy oltre che collaborazionista.
- Ralph Erwin, compositore austriaco (o tedesco secondo alcune fonti), pseudonimo di Ralmund Erwin Vogl nato il 31 ottobre 1896 a Bielitz (oggi Bielsko-Biała in Polonia), assassinato il 15 maggio 1943 nel campo di internamento di Beaune-la-Rolande nel Loiret.
- Itzhak Katzenelson, poeta e drammaturgo ebreo russo, durante la detenzione scrisse il suo Canto per il popolo ebraico assassinato.
- Gertrude O'Brady, nel 1941 fu internata come americana nel campo dove realizzò un centinaio di ritratti a matita dei suoi compagni di prigionia. Liberata nel 1944, fu ospitata da un concittadino vicino a Versailles, dove continuò a realizzare ritratti, sempre a matita o a gessetto rosso.
- Markus Rottenberg, rabbino capo di Anversa dal 1918 fino alla sua deportazione a Vittel, deportato con 12 membri della sua famiglia nel convoglio n° 29 dell'aprile 1944, lasciarono Drancy passando per la stazione di Bobigny verso Auschwitz, dove furono assassinati al loro arrivo all'inizio del maggio 1944.
- Hillel Seidman, sopravvissuta del ghetto di Varsavia. Fu portata nel campo per uno scambio fittizio con dei cittadini tedeschi che vissero in Sud America. Molti ebrei di Varsavia, giunti a Vittel dal maggio 1943 e trovandosi in questa situazione, furono deportati nel campo di Drancy e poi nelle camere a gas di Auschwitz nel 1944; Seidman sfuggì a questo destino.
- Sofka Skipwith, principessa russa, acquisì la nazionalità inglese, fu internata con altri cittadini inglesi nel campo di Vittel nel maggio 1941. Compì alcune azioni per aiutare gli ebrei del campo e ricevette, postuma, le onorificenze di Giusto tra le nazioni nel 1985 e di Eroe britannico dell'Olocausto nel 2010.

Anche Édouard Herriot fu internato per alcuni mesi a Vittel, ma a Villa Suzanne e non nel campo di internamento, dall'inizio dell'aprile 1943 fino al giugno 1943.